# Mollie King
Mollie Elizabeth King (n. 4 iunie 1987, Richmond, Greater London) este o cântăreață engleză cunoscută ca membră a grupului The Saturdays.